# Sabana (Camajuaní)
Sabana, oficialmente denominado, CPA Andrés Cuevas es un poblado del municipio de Camajuaní, en la provincia de Villa Clara, Cuba.

## Historia
Sabana era su propio consejo popular a principio de la década de 2010, pero en los 2020s pasó a parte del consejo popular de José María Pérez cuando los consejos populares de Camajuaní cambio de 13 a 9.

## Educación
Escuela en Sabana incluyen:
- Camilo Cienfuegos escuela primaria